# 克里瓦巴爾卡 (敖德薩州)
46°11′38″N 29°53′40″E / 46.19389°N 29.89444°E
克里瓦巴爾卡（羅馬化：Kryva Balka）是位於烏克蘭西南部的村莊，由敖德萨州比爾霍羅德-德涅斯特羅夫斯基區的烏斯佩尼夫卡市鎮管轄。該村始建於1839年，面積1.84平方公里，海拔高度35米，2001年人口1,574。